# パリ協定 (1954年)
パリ協定（パリきょうてい）とは、西ドイツに対する占領法の効力を停止させ、西ドイツの主権を認めることを定めた合意文書。
ドイツの主権は1990年に東西ドイツが再統一した後も、翌年3月15日のドイツ最終規定条約が発効するまで制限されていた。

## 概要
1954年10月23日、協定はパリにおいて西欧同盟加盟国、西ドイツ、イタリアによって署名された。
1955年2月27日にドイツ連邦議会が批准し、協定は同年5月5日に発効した。
協定では西側諸国が原則として連邦政府に占領国の決定へ関与させることをうたっており、ベルリンの4か国統治にも関連している。
協定では西ドイツにとって以下のものに関わるものである。
- ドイツ条約（広範な主権に関する規定）
- 西欧同盟への加盟
- 北大西洋条約機構への加盟
- ザールの地位に関する独仏政府間合意

## ロンドン9か国会議
1954年9月28日から10月3日まで開かれたロンドン9か国会議では西ドイツの北大西洋条約機構への加盟を認め、また西ドイツに対する占領法の効力停止の議論やパリ協定の事前協議も行なわれた。
1950年代初頭から構想がなされてきた西ドイツの再軍備は、関連する全ての国が第二次世界大戦後の西ドイツの軍備は超国家的な機関の枠組みの中でのみとする前提があったため、欧州防衛共同体の設立条約の批准がフランスの国民議会で否決されたことで断念寸前まで追い込まれた。
この事態を解決したのは、1954年9月28日にロンドンで開かれることになっていた会議にイギリスの外相アンソニー・イーデンが西ドイツを招いて、西ドイツを西側に引き入れようとしたことであった。会議にはイギリス、フランス、イタリア、ベネルクスと西ドイツのヨーロッパの国と、北大西洋条約機構に加盟するアメリカ合衆国とカナダが参加した。これらの参加国は10月3日に協議結果の文書に署名した。
会議の結果、西ドイツとイタリアはブリュッセル条約、さらに西ドイツについては北大西洋条約機構のそれぞれへの加盟が認められた。この他に西ドイツは50万人規模の兵力による軍備が許された。他方で西ドイツには国際連合憲章の規定を尊重することと、再統一においてはあらゆる暴力を放棄することが義務づけられた。加えて、会議で西ドイツは、領内において核、生物、化学による大量破壊兵器の製造を放棄することを宣言した。これに対して西側の連合国は占領法の効力停止を可及的速やかに実現することを確かめた。またイギリス、アメリカ、カナダは将来におけるソビエト連邦の覇権に対抗するために部隊を展開することを約束した。
西ドイツでは協定と再軍備に対して反対派からは、これらの方向性がもはや変更できないとして激しい批判が起きた。1954年10月末にパリで開かれた会議の結果、ロンドンでの会議の決定事項は具体化され、文書としてまとめられた。その後、ブリュッセル条約によって、頓挫した欧州防衛共同体の代替となる西欧同盟が発足する。また1955年5月9日には西ドイツが北大西洋条約機構に加盟し、同時に占領法が廃止され西ドイツは主権を得た。